# Natalia di Cordova
Natalia (Cordova, IX secolo – Cordova, 27 luglio 852) fu una cristiana che subì il martirio a Cordova (in Andalusia) nel IX secolo, durante la persecuzione dei Mori, ed è venerata come santa dalla Chiesa cattolica.

## Agiografia
Nata con il nome di Sabigoto, fu chiamata successivamente Natalia (dal latino “nascita”). Visse durante l'occupazione musulmana a Cordova, centro del califfato ommayade (756-1091).
Di fede cristiana, sposò Aurelio, giovane nato da madre cristiana e da padre musulmano, ma che, divenuto orfano, era stato educato da una zia cristiana ricevendo anch'egli da lei una formazione cristiana.
Per quanto vivessero da perfetti cristiani, inizialmente cercavano di non farsi riconoscere dai musulmani per evitare le persecuzioni, frenati soprattutto dalla preoccupazione per le due piccole figlie di cinque e otto anni, che rimaste sole sarebbero diventate musulmane, come tutti i loro parenti, secondo le disposizioni vigenti degli arabi.
Quando, però, ebbero l'occasione di assistere alle offese ed insulti che il cristiano Giovanni subiva da parte degli islamici, edificati dalla serenità di lui, sentirono il desiderio di subire anch'essi il martirio per Cristo. Questo desiderio venne rafforzato dalle visite che facevano in carcere ai futuri martiri Giovanni, Eulogio, Flora e Maria.
Allora, decisi a non frenare più il loro ardore di fede, portarono le figlie al monastero ‘Tabanense’ sotto la cura di Isabella, vedova del martire Geremia, lasciandole denaro a sufficienza per il loro mantenimento, e cominciarono a manifestare pubblicamente la loro fede.
C'era anche un'altra coppia cristiana, che aveva gli stessi ideali, Felice e Liliosa, tutti e due figli di genitori arabi cristiani. A loro si aggiunse il diacono Giorgio, monaco di San Saba di Gerusalemme. Quest'ultimo, giunto in Spagna per chiedere elemosine per il suo monastero, arrivato da Sabigoto (Natalia), si sentì dire da lei che aspettava proprio lui perché, in una visione, le era stato promesso un monaco come compagno di martirio. Anche Giorgio sentì il desiderio di dare la propria vita per Cristo.
I cinque si accordarono affinché le due donne entrassero in moschea a viso scoperto, facendosi così riconoscere come cristiane. Furono tutti arrestati. Mentre le due coppie spagnole Natalia ed Aurelio, Liliosa e Felice furono condannati a morte, Giorgio, essendo straniero, venne rilasciato. Desiderando però condividere la sorte dei suoi compagni, si mise ad offendere Maometto e quindi venne decapitato insieme agli altri quattro, il 27 luglio dell'852 a Cordova (o, secondo un'altra tradizione, il 25 dicembre).
I cristiani, recuperati i loro corpi, li seppellirono in vari monasteri e chiese, separati e distanti.

## Culto
Natalia fu sepolta nella chiesa dei SS. Fausto, Gennaro e Marziale, poi chiamata di S. Pietro. 
Lo storico agiografo Usuardo nell'858, nel suo viaggio in Spagna, prese con sé i corpi dei santi Aurelio e Giorgio e li portò nel monastero parigino di Saint-Germain-des-Prés.
Sono celebrati tutti e cinque nel giorno del loro martirio, il 7 luglio.

### Furto della reliquia
Il 28 febbraio 2013 una reliquia venerata dai fedeli ortodossi fu trafugata dalla Basilica di San Lorenzo Maggiore, in pieno centro a Milano. Si trattava del cranio di Santa Natalia, il cui corpo è riposto in un'urna sull'altare della chiesa che affaccia sulle colonne di San Lorenzo. Da un primo controllo della polizia scientifica, non furono risultati segni di effrazione; il cranio era sempre stato coperto da una maschera, adagiata su un cuscino, ritrovati al loro posto. 